# Pydna

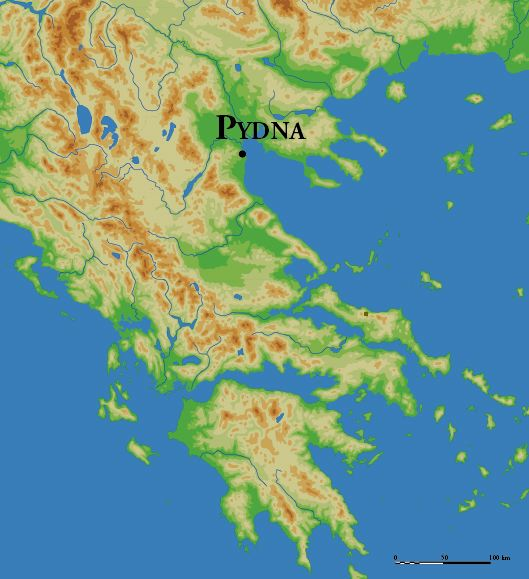
Localisation de Pydna

Pydna (en grec ancien : Πύδνα / Púdna) est une ville grecque de Macédoine antique, la plus importante de Piérie.
Elle appartient déjà au royaume de Macédoine sous Alexandre Ier (Thucydide I, 137, 1), retrouve ensuite son indépendance, est assiégée par les Athéniens en 432 av. J.-C., pour être de nouveau soumise par Archélaos en 410 av. J.-C. : celui-ci déplace la population de 20 stades vers l'intérieur des terres pour y refonder la ville (Diodore de Sicile 13.14). Les Athéniens s'en emparent en 364 av. J.-C. puis Philippe II de Macédoine la prend en 356 av. J.-C. malgré l'accord secret qui le liait à Athènes. En 317 av. J.-C., la ville est assiégée et prise par Cassandre qui y fait mettre à mort la reine-mère Olympias.
C'est à la bataille de Pydna que se joue le sort du royaume antigonide de Macédoine : le 22 juin 168 av. J.-C., le dernier roi, Persée y est défait par le général romain Paul Émile.
Une tombe macédonienne y a été découverte et explorée par Léon Heuzey lors de sa célèbre mission archéologique en 1867.
L'emplacement de la ville est controversé mais pourrait correspondre, d'après des indices épigraphiques concordant avec la tradition byzantine, au village de Kítros plutôt qu'à celui d'Alónia.